# Бусыгин, Евгений Александрович
Евгений Александрович Бусыгин (Пустой шаблон {{ВД-Преамбула}} ) — российский хоккеист, защитник.

## Биография
Воспитанник ЦСКА. Начинал играть за ЦСКА-2 (2004/05 — 2008/09). В сезоне-2007/08 провёл пять матчей за ЦСКА в Суперлиге. В следующем сезоне сыграл 54 матча за «Белгород». В сезоне-2009/10 провёл 13 матчей за ЦСКА в КХЛ и 23 — в аренде за «Химик» Воскресенск.
Летом 2010 года перешёл в «Витязь», провёл 11 матчей. В конце ноября клуб расстался с Бусыгиным. 24 декабря подписал контракт с новокузнецким «Металлургом» до конца сезона. Сезон-2011/12 провёл в команде ВХЛ «Дизель». Следующий сезон начал в «Витязе», затем перешёл в «Кубань», где играл ещё два сезона. В сезоне-2015/16 выступал в командах ВХЛ «Буран», «Ариада» и «Ермак».